# 奇姆肯特
奇姆肯特，是哈萨克斯坦共和国的一座直辖市，位于哈萨克斯坦共和国阿拉木图西690公里，是哈萨克斯坦共和国第三大城市。《大唐西域记》记载的白水城，即今哈薩克斯坦共和國奇姆肯特東南塞兰。奇姆肯特自12世纪起即是丝绸之路上东西方交通要冲。

## 語源學
Chimkent这个名字来自两个粟特语单词，chim（意思是“草皮”）和kent（或kand）（意思是“城市”）；因此，它的字面意思是“草丛中的城市”。

## 姐妹城市
- 中国甘肃白银市
- 泰国帕塔亚